# Diecezja Coronel Oviedo
Diecezja Coronel Oviedo (łac. Dioecesis Oviedopolitana) – rzymskokatolicka diecezja w Paragwaju. Została erygowana 6 marca 1976 w miejsce istniejącej od 10 września 1961 prałatury terytorialnej.

## Ordynariusze
- Jerome Arthur Pechillo T.O.R. (1961 – 1976) - jako prałat
- Claudio Silvero Acosta S.C.I. di Béth. (1976 – 1998)
- Ignacio Gogorza S.C.I. (1998 – 2001)
- Juan Bautista Gavilán (2002 – )